# Голдсбі (Оклахома)
Голдсбі (англ. Goldsby) — місто (англ. town) в США, в окрузі Макклейн штату Оклахома. Населення — 2694 особи (2020).

## Географія
Голдсбі розташоване за координатами 35°7′37″ пн. ш. 97°28′25″ зх. д. / 35.12694° пн. ш. 97.47361° зх. д. (35.127015, -97.473709).  За даними Бюро перепису населення США в 2010 році місто мало площу 68,43 км², з яких 68,03 км² — суходіл та 0,40 км² — водойми.

## Демографія
Згідно з переписом 2010 року, у місті мешкала 1801 особа в 669 домогосподарствах у складі 507 родин. Густота населення становила 26 осіб/км².  Було 718 помешкань (10/км²).
Расовий склад населення:
| - 81,7 % — білих - 5,9 % — корінних американців - 0,5 % — чорних або афроамериканців - 0,4 % — азіатів - 6,3 % — осіб інших рас |

До двох чи більше рас належало 5,2 %. Частка іспаномовних становила 13,2 % від усіх жителів.
За віковим діапазоном населення розподілялося таким чином: 25,9 % — особи молодші 18 років, 61,5 % — особи у віці 18—64 років, 12,6 % — особи у віці 65 років та старші. Медіана віку мешканця становила 39,3 року. На 100 осіб жіночої статі у місті припадало 108,9 чоловіків;  на 100 жінок у віці від 18 років та старших — 103,5 чоловіків також старших 18 років.
Середній дохід на одне домашнє господарство  становив 90 704 долари США (медіана — 77 500), а середній дохід на одну сім'ю — 99 340 доларів (медіана — 85 000). Медіана доходів становила 54 087 доларів для чоловіків та 37 857 доларів для жінок. За межею бідності перебувало 10,9 % осіб, у тому числі 19,5 % дітей у віці до 18 років та 11,2 % осіб у віці 65 років та старших.
Цивільне працевлаштоване населення становило 941 осіб. Основні галузі зайнятості: освіта, охорона здоров'я та соціальна допомога — 24,1 %, роздрібна торгівля — 10,8 %, будівництво — 9,8 %.